# Луполова, Прасковья Григорьевна
Праско́вья Григо́рьевна Лупо́лова (ок. 1784, Елисаветград — 4 декабря 1809, Новгород Великий), дочь ишимского ссыльного, прототип ряда художественных произведений западноевропейских и русских писателей XIX века. Вошла в историю мировой культуры под именами Елизаветы и Параши Сибирячки.

## Биография
Детские годы прошли в деревне Жиляковке (предместье Ишима), где отбывал ссылку её отец, отставной прапорщик, лишённый чинов и дворянства и сосланный в Сибирь на поселение в 1798 году по уголовному делу (обвинение в укрывательстве воров и ворованных лошадей). Семья из трёх человек выживала за счёт убогого хозяйства и переписки отцом бумаг в Ишимском земском суде. Желая помочь родителям, Прасковья нанималась на любую тяжёлую деревенскую работу, получая вместо денег хлеб. В уповании на Бога и надежде на милосердие царя Александра I, Луполова приняла решение отправиться пешком из Ишима в Петербург просить помилования отцу. 8 сентября 1803 года с одним рублём, образом Божией Матери и родительским благословением она отправилась в долгий и опасный путь. В паспорте, присланном из Тобольска, Луполова ошибочно названа «дочерью капитана». Путешествие Прасковьи длилось почти год.
От Ишима до Камышлова она шла пешком, кормилась подаянием, множество раз оказывалась на краю гибели, но не теряла веры в высшую справедливость и милосердие людей. От Камышлова до Екатеринбурга ехала на подводах. В Екатеринбурге была принята в доме Т. Д. Метлиной, обучившей Прасковью грамоте. Весной Луполова плыла водою на барках до Вятки, шла пешком до Казани, останавливалась на месяц в Крестовоздвиженском монастыре Нижнего Новгорода, провела две недели в Москве. 5 августа 1804 года достигла Санкт-Петербурга, где в её судьбе приняли участие Дарья Александровна Трубецкая, Авдотья Ивановна Голицына, Татьяна Васильевна Юсупова. Жила в доме Т. В. Юсуповой. Луполова была представлена императрице Марии Фёдоровне, матери Александра I, и супруге царя — Елизавете Алексеевне.
По приказу царя дело отца Луполовой рассматривал сенатор Осип Петрович Козодавлев — глава комиссии по пересмотру прежних уголовных дел. Отец Прасковьи был прощён, и родители вернулись в европейскую Россию. Луполова стала известной, о ней писали в отечественных и зарубежных газетах и журналах. В 1806 году после паломничества в Киев Луполова покинула Петербург и стала насельницей нижегородского Крестовоздвиженского монастыря, здесь её в последний раз навестили отец и мать. В 1809 году из-за расстроенного здоровья (чахотка) Луполова перебралась в Десятинный монастырь Новгорода, где умерла 4 декабря незадолго до принятия пострига. Похоронена у стен Рождественского собора, по другой версии — в его подцерковьи.

## След в культуре
Нравственный подвиг Луполовой получил широкое освещение в литературе и искусстве не только России, но и европейских стран. Французская писательница Мари-Софи Коттен сделала её героиней своего романа «Елизавета Л., или Ссыльные в Сибири» (1806, первое издание на русском языке — 1807), а итальянский композитор Гаэтано Доницетти создал романтическую оперу «Восемь месяцев за два часа, или Ссыльные в Сибири» (премьера: Неаполь, театр Нуово, 13 мая 1827).
К истории Луполовой обращался также француз Ксавье де Местр. Его повесть «Юная сибирячка» (1825) переводилась и публиковалась на русском языке под названиями «Молодая сибирячка» (1840), «Параша Лупалова» (1845). Не исключено воздействие произведения К. де Местра на «Капитанскую дочку» А. С. Пушкина (сходство нравственных коллизий, темы дочерней преданности и милосердия власть имущих). Во 2-й половине XIX века появился анонимный роман «Параша Сибирячка» (из времён Екатерины Великой), где факты биографии Луполовой соединялись с историей Маши Мироновой. Образ Луполовой получил воплощение на сцене русского театра, в пьесе Н. А. Полевого «Параша-Сибирячка» (премьера — Александринский театр, 17 января 1840, в главных ролях — В. Н. Асенкова и В. А. Каратыгин). Д. Ю. Струйский в 1840 году сочинил оперу «Параша-сибирячка» на собственное либретто по одноимённой драме.
С 20-х годов XX века с утратой православных святынь имя Параши Сибирячки оказалось надолго вычеркнутым из истории России, а его возвращение совпало с началом нового века и значительными духовно-нравственными переменами в стране.
В 2004 году в Ишиме установлен памятник Луполовой работы скульптора В. М. Клыкова с надписью на постаменте: «Прасковье Луполовой, явившей миру подвиг дочерней любви». В 2008 году на петербургской студии документальных фильмов «Кинор» снят фильм «Параша Сибирячка», кинорежиссёр — К. В. Артюхов, автор сценария — Т. П. Савченкова.